# Косса (футбольный клуб, Хониара)
Косса (англ. Kossa Football Club Honiara) — футбольный клуб с Соломоновых Островов. Основан в 2004 году. Выступает в Телеком С-Лиге.

## Достижения
- Лига чемпионов ОФК
  -  Финалист (1) — 2007/08
- Чемпионат Соломоновых островов по футболу
  -  Чемпион (1) — 2006/07
  -  Серебро (1) — 2013/14
  -  Бронза (2) — 2009/10, 2010/11
- Чемпионат Хониары по футболу
  -  Чемпион (1) — 2008/09

## Состав
По состоянию на август 2014
Примечание: Флаги указываются, так как игрок может иметь более одного гражданства по правилам ФИФА.
| № |                    | Позиция | Игрок            |
| - | ------------------ | ------- | ---------------- |
|   | Соломоновы Острова | Вр      | Северино Аефи    |
|   | Соломоновы Острова | Вр      | Лаепеза Джини    |
|   | Соломоновы Острова | Вр      | Сэм Соноруа      |
|   | Соломоновы Острова | Защ     | Трансформ Натери |
|   | Соломоновы Острова | Защ     | Люк Ха'атареа    |
|   | Соломоновы Острова | Защ     | Крис Тафоа       |
|   | Соломоновы Острова | Защ     | Майкл Босо       |
|   | Соломоновы Острова | Защ     | Джуниор Альберт  |
|   | Соломоновы Острова | Защ     | Дэвид Хупер      |
|   | Соломоновы Острова | Защ     | Вилли Шем        |
|   | Соломоновы Острова | Защ     | Клифф Хони       |
|   | Соломоновы Острова | Защ     | Сени Нгава       |
|   | Соломоновы Острова | Защ     | Грехэм Танаволе  |

| № |                    | Позиция | Игрок            |
| - | ------------------ | ------- | ---------------- |
|   | Соломоновы Острова | ПЗ      | Чарли Отаинао    |
|   | Соломоновы Острова | ПЗ      | Джимми Парамане  |
|   | Соломоновы Острова | ПЗ      | Марлон Маеманиа  |
|   | Соломоновы Острова | ПЗ      | Исаак Манги      |
|   | Соломоновы Острова | ПЗ      | Джонсон Ванефаи  |
|   | Соломоновы Острова | ПЗ      | Альберт Офеа     |
|   | Соломоновы Острова | ПЗ      | Джуниор Касуте'е |
|   | Соломоновы Острова | Нап     | Каллен Сури      |
|   | Соломоновы Острова | Нап     | Моффат Дерамоа   |
|   | Соломоновы Острова | Нап     | Джордж Сури      |
|   | Соломоновы Острова | Нап     | Харрисон Мала    |